# Antonio Hallongren
Antonio Hallongren, född 23 januari 1989 i Kungälv, Bohuslän, är en svensk cellist och dirigent.

## Biografi

### Utbildning
Antonio Hallongren växte upp i Kungälv, där han som tioåring började spela cello på den kommunala musikskolan. Han ville från början egentligen spela saxofon, men avråddes av sin lärare för att hans händer var för små. I gymnasiet gick han på Hvitfeldtska gymnasiet i Göteborg, samtidigt som han fortsatte cellostudierna på Musikhögskolan i Göteborg. Därefter studerade han vid Kungliga Musikhögskolan i Stockholm under åren 2008-2014, och fortsatte med sina masterstudier i två år på Julliard School på Manhattan i New York. Efter examen från Julliard 2016 medverkade han i Montgomery Symphony Orchestras internationella solotävling, som han också vann. Därmed tog han plats i orkestern som artist-in-residence under åren 2016-2017. 2021–2023 studerade han dirigering vid Kungliga Musikhögskolan i Stockholm.

### Karriär
Hallongren har en internationell karriär som solist, kammar- och orkestermusiker. Han har gjort soloframträdanden med Simón Bolívar Symphony Orchestra och Nordiska Kammarorkestern. Som kammarmusiker har han uppträtt tillsammans med artister som Michael Amory (Bretano Quartet), Miguel Da Silva (Ysaÿe Quartet), Robert McDonald, Staffan Scheja samt Eugene Drucker och Philip Setzer (Emerson String Quartet). Som huvudcellist i Julliardorkestern och Svenska Nationella Ungdomsorkestern har han arbetat under ledning av Alan Gilbert, Bernard Haitink, Gianandrea Noseda, Itzhak Perlman och Esa-Pekka Salonen. 2013 grundade han Lövstabruks Kammarmusikfestival tillsammans med pianisten Thomas Rudberg. Tillsammans arbetar Hallongren och Rudberg som konstnärliga ledare för festivalen. Under åren 2018–2022 var Hallongren fast anställd som cellist i Göteborgs Symfoniker, Sveriges nationalorkester. Sedan 2023 är han fast anställd som cellist i Sveriges Radios Symfoniorkester. 
Hallongren spelar på en cello av J.F Lott, tillverkad år 1727, utlånad av Järnåkerfonden.

### Priser
Hallongren är pristagare i flera svenska och internationella tävlingar, och gjorde 2016 sin Carnegie Hall-debut efter att ha vunnit New York Concerti Sinfoniettas solisttävling "Shining Stars". I Carnegie Hall spelade han Tjajkovskijs Rokokovariationer för cello och orkester. Han har belönats med flera stipendier, bl.a. från Kungliga Musikaliska Akademien, samt fått pris för titeln Best String Player i Sinfonia-Haverhill Soloist Competition i London. Efter att ha vunnit den nordiska tävlingen Young Soloists in Concert turnerade han med Bergens filharmoniska orkester i Norge.

### Privatliv
Hallongren är sedan 2024 gift med läkaren och forskaren Mihae Roland.